# Ligne Amagi
La ligne Amagi (甘木線, Amagi-sen) est une ligne ferroviaire située dans les préfectures de Fukuoka et Saga au Japon. Elle relie la gare de Kiyama à Kiyama à la gare d'Amagi à Asakura. La ligne est exploitée par la compagnie Amatetsu.

## Histoire
La ligne ouvre le 28 avril 1939 par la JNR. La ligne est cédée à la compagnie Amatetsu qui reprend l'exploitation le 1er avril 1986.

## Caractéristiques

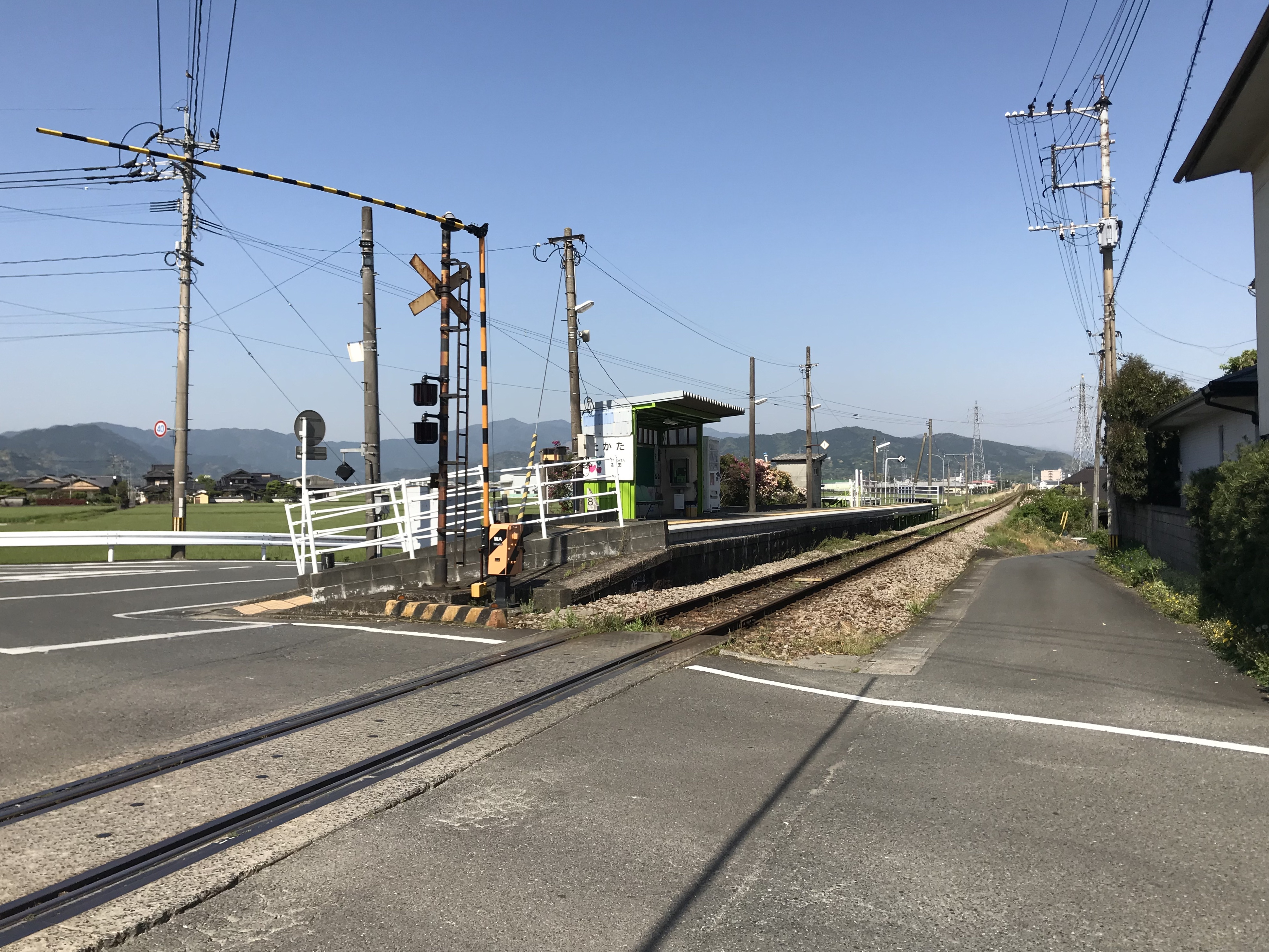
La ligne à Takata.

### Ligne
- Longueur : 13,7 km
- Écartement : 1 067 mm
- Nombre de voies : voie unique

### Gares
La ligne comporte 11 gares.
| Gare            | Nom japonais | Distance (km) | Correspondances                                | Localisation | Localisation          |
| --------------- | ------------ | ------------- | ---------------------------------------------- | ------------ | --------------------- |
| Kiyama          | 基山         | 0             | JR Kyushu : Kagoshima                          | Kiyama       | Préfecture de Saga    |
| Tateno          | 立野丸       | 1,3           |                                                | Kiyama       | Préfecture de Saga    |
| Ogōri           | 小郡         | 3,8           | Nishitetsu : Tenjin Ōmuta (à Nishitetsu Ogōri) | Ogōri        | Préfecture de Fukuoka |
| Ōitai           | 大板井       | 4,5           |                                                | Ogōri        | Préfecture de Fukuoka |
| Matsuzaki       | 松崎         | 6,4           |                                                | Ogōri        | Préfecture de Fukuoka |
| Imaguma         | 今隈         | 7,7           |                                                | Ogōri        | Préfecture de Fukuoka |
| Nishi-Tachiarai | 西太刀洗     | 8,4           |                                                | Tachiarai    | Préfecture de Fukuoka |
| Yamaguma        | 山隈         | 9,6           |                                                | Chikuzen     | Préfecture de Fukuoka |
| Tachiarai       | 太刀洗       | 10,4          |                                                | Chikuzen     | Préfecture de Fukuoka |
| Takata          | 高田         | 11,8          |                                                | Chikuzen     | Préfecture de Fukuoka |
| Amagi           | 甘木         | 17,9          | Nishitetsu : Amagi                             | Asakura      | Préfecture de Fukuoka |